# Eisothistos bataviae
Eisothistos bataviae is een pissebed uit de familie Expanathuridae. De wetenschappelijke naam van de soort is voor het eerst geldig gepubliceerd in 1982 door Kensley & Poore.